# باشگاه فوتبال آکژایک
باشگاه فوتبال آکژایک (قزاقی: Aqjaıyq Oral Fýtbol Klýby) یک باشگاه فوتبال در کشور قزاقستان است که در شهر اورال فعالیت دارد.